# Émile Blondet
Pour les articles homonymes, voir Blondet.
Émile Blondet est un personnage de La Comédie humaine d’Honoré de Balzac. Né en 1802 à Alençon, il est le fils adultérin de madame Blondet — épouse du juge Blondet — et d'un préfet (dont le nom n'est pas cité).
Émile est d'abord évoqué dans La Peau de chagrin (paru en 1831), puis dans de nombreux romans de La Comédie humaine comme archétype du journaliste ambitieux, désinvolte et insouciant. Il entretient une amitié fidèle avec Raphaël de Valentin. Il finit par épouser la comtesse de Montcornet, une amie d'enfance dont il a toujours été amoureux (voir Les Paysans, publié après la mort de l'auteur, en 1856), et dont il obtient le titre, comme son précédent mari, le comte de Montcornet. Sa personnalité a des aspects touchants, notamment dans Le Cabinet des Antiques, lorsqu'il raconte son admiration éperdue pour mademoiselle d'Esgrignon, tante de Victurnien d'Esgrignon.

## Chronologie d'Émile Blondet dansLa Comédie humaine
- 1821. Dans Un grand homme de province à Paris, deuxième partie de Illusions perdues, c'est un très beau jeune homme qui vient de débuter au Journal des débats par des articles retentissants. Étienne Lousteau le déclare « prince des critiques ». Lucien de Rubempré l'admire, le craint et finit par se lier avec lui au point d'imiter sa désinvolture, alors qu'il a des scrupules. En 1824, Blondet est l'image même de l'insouciance : il  se laisse exploiter par Andoche Finot dans une revue où collabore aussi Rubempré, il fréquente les mêmes gens qu'il démolira le lendemain sur commande dans le journal de Finot.
- 1829-1830. Dans Splendeurs et misères des courtisanes, il est un des habitués de la maison d'Esther Gobseck, rue Saint Georges. Irrespectueux des gloires littéraires, il parie dans Modeste Mignon de faire perdre sa superbe au poète Melchior de Canalis en fixant obstinément ses cheveux, ses bottes et son habit. Canalis perd en effet contenance. Blondet fait partie des convives au raout de Félicité des Touches dans Autre étude de femme en compagnie choisie et il assiste au touchant récit d'Henri de Marsay qui raconte comment il a été trahi dans son premier amour.
- 1830. Dans La Peau de chagrin, il part à la recherche de son ami Raphaël de Valentin disparu depuis quelques jours. Il est le seul à admirer le Traité de la volonté rédigé par Raphaël. Lorsqu'il le retrouve, il mesure la peau de chagrin avec lui et constate qu'elle a rétréci.
- 1831. Dans Autre étude de femme, il vient d'être nommé préfet par Henri de Marsay.
- 1832. Dans Les Secrets de la princesse de Cadignan, Émile Blondet est reçu dans les meilleurs salons parisiens où sa verve fait merveille. Chez la marquise d'Espard, il rencontre la comtesse de Montcornet (l'amie d'enfance qu'il épousera à la fin de La Comédie humaine), mais aussi Diane de Maufrigneuse, Lady Dudley, Raoul Nathan, Daniel d'Arthez, Rastignac, le marquis d'Ajuda-Pinto et Frédéric de Nucingen. Le tout-Paris lui a ouvert largement ses portes. Sa liaison avec la comtesse de Montcornet est connue de tous.
- 1833. Il est considéré comme un des écrivains les plus spirituels et les plus paresseux de l'époque. Dans Une fille d'Ève, c'est lui qui présente l'écrivain Raoul Nathan à la jeune comtesse Marie-Angélique de Vandenesse dans le salon de la comtesse de Montcornet. Nathan séduit la comtesse de Vandenesse, puis Blondet lui conseille de se lancer en politique et de devenir le héros du centre-gauche. L'ambitieux Nathan se lance en effet en politique.
- 1836. Dans La Maison Nucingen, Blondet est avec Finot et Couture dans le salon privé d'un restaurant où Jean-Jacques Bixiou raconte avec force détails les débuts de Frédéric de Nucingen et les origines de sa fortune.
- 1837.Dans Le Cabinet des Antiques, alors qu'il sombre dans la dépression et songe au suicide, une lettre de la comtesse de Montcornet lui redonne goût à la vie. Elle lui annonce qu'elle est veuve. Il va alors à Alençon pour y chercher les documents nécessaires à leur mariage. Il y rencontre son père officiel, le vieux juge Blondet, et lui annonce qu'il est préfet. Réplique du père : « Tu es né préfet. »
- 1838. Dans Les Paysans, Blondet épouse la comtesse de Montcornet. L'introduction du roman consiste en une lettre où Blondet décrit l'environnement campagnard dans lequel il arrive.